# آلهة الأرض
آلهة الأرض هو عمل أدبي كتبه الشاعر جبران خليل جبران، نشر في عام 1931، يتضمن حواراً رمزياً بين ثلاثة آلهة أرض غير مسماة، يُشار إليهم فقط بالإله الأول والإله الثاني والإله الثالث. وكما هو الحال في أعمال جبران، فهو كلاسيكي يركز على المفاهيم الروحية.

## ملخص
يصف الراوي ظهور ثلاثة آلهة يهتمون جميعاً بمصير ألوهيتهم ومصير الإنسان، بنزعات إنسانية ثلاث، فالإله الأول متبرم بتكرار الحياة الرتيب، فيرغب في الانمحاق، ويستمتع الإله الثاني بقدرته على الإنسان، واللعب بمصيرة، لكنه قبل نهاية الحوار، يتخلى عن القوة ليؤمن بالمحبة؛ أما الإله الثالث، فيعتقد أن المحبة هي الحقيقة الأساسية والوحيدة في الحياة.
حيث يدور الكتاب حول المحبة لكن بأسلوب تسوده الكآبة والتفكير بالموت باعتباره الحقيقة الوحيدة الخالدة.

## المجال العام
آلهة الأرض متاح في الملكية العامة في أستراليا منذ عام 2001. وسوف يصبح متاحًا في الولايات المتحدة في عام 2026.

## روابط خارجية
- النص الكامل للكتاب الإلكتروني متاح على مشروع جوتنبرج الأسترالي .